# Jeremy Ashkenas
Jeremy Ashkenas är skaparen av programmeringsspråket CoffeeScript, JavaScript-biblioteket Backbone.js och JavaScript-biblioteket Underscore.js.
Ashkenas jobbar för närvarande på New York Times grafikavdelning.